# Su Jok terapie
Terapie Su Jok je podle svých propagátorů univerzální diagnostická a bezléková léčebná metoda alternativní medicíny, která má zmírňovat bolest, umožňovat první pomoc při akutních onemocněních, úrazech, léčbu funkčních poruch v těle, stabilizaci stavu a zlepšení při nemocech s chronickým průběhem.

## Historie
V roce 1987 profesor Soulské státní university Jae Woo Park zveřejnil léčitelský systém vycházející z tradiční čínské a korejské medicíny, který měl údajně s úspěchem použít na Ukrajině při léčení nemoci z ozáření po černobylské havárii. V tomtéž roce založil Akademii Su Jok v Jižní Koreji.

Roce 1991 nechal Park svůj systém v Londýně licenčně zaregistrovat.

### V České republice
Roku 1995 byla v Praze založena Onnuri Academy jako generální zastupitelství Mezinárodní asociace terapie Su Jok v České republice a jako výhradní distributor literatury a akupunkturních pomůcek Su Jok.

Koncem roku 1999 začala v rámci Institutu dalšího vzdělávání zdravotnických pracovníků v Brně série certifikovaných kurzů Su jok pro lékaře a zdravotníky.
Česká asociace lékařů akupunkturistů přijala Su jok jako akupunkturní disciplínu.

Roku 2011 byla založena Asociace Su Jok v ČR jako občanské sdružení.

## Princip terapie
„Su“ znamená ruka, „Jok“ noha. Su Jok terapie předpokládá, že lze využít podobnosti ruky a nohy k celému tělu člověka (obdobně jako u reflexologie, nebo aurikuloterapie). Podle Su Jok mají ruce a nohy dvě základní funkce — první zabezpečuje úchop a vertikální stabilitu těla, druhá je léčebně-preventivní. Su Jok terapie dále ředpokládá, že člověk je bioenergetický systém s fyzickou, emocionální a mentální složkou a považuje následující principy za neměnné a obecně platné:
- harmonie, rovnováha (princip Jin-Jang)
- homosystémy člověka, systémy podobnosti
- energetický systém

Su Jok terapie využívá tři základní systémy podobnosti:
- Základní analogický systém — projekce na ruku od zápěstí a na nohu od kotníku k prstům
- Systém hmyzu — projekce na jednotlivé prsty
- Minisystém — projekce na poslední článek prstu

Navíc se využívají další systémy částečných projekcí.

### Systémy podobnosti terapie Su Jok

#### Základní systém podobnosti
Tělo má trup a pět vystupujících částí — hlavu s krkem a čtyři končetiny. Ruka má dlaň a pět vystupujících částí — palec a čtyři prsty. Hlava je směrována na jednu stranu, končetiny na opačnou. Nejdelší, vnitřní prsty rukou (prostředníček a prsteníček) jsou podle Su Jok projekcí nohou, krajní a kratší prsty (ukazováček a malíček) projekcí rukou.

Podle učení Su Jok jsou při vzniku patologického procesu v těle tyto změny reflektovány v bodech podobnosti příslušných homosystémů (systémů podobnosti). Tyto body na „mapě“ ruky a nohy se údajně liší od ostatního povrchu — mají mít zvýšenou bolestivost, histologické (mikroskopické) změny, jinou teplotu, jiné elektrické parametry než zdravá pokožka, občas mají mít i klinické změny (skvrny, bradavice atd.). Body jsou podle Su Jok důležitým informačním vstupem do těla - při jejich ošetření má být posílána informace poškozenému orgánu k normalizaci jeho činnosti.
Homosystémů, mapujících jednotlivé části těla na body podobnosti, je známo více a každý z nich má být vhodnější k léčbě jiných problémů:

#### Systém hmyzu
Tento systém projektuje orgány celého těla na tři články každého prstu.

V systému hmyzu odpovídá poslední článek prstu (nehtový) hlavě, projekce krku je zhuštěna, promítá se na kloub a poslední rýhu. Střední článek prstů odpovídá hrudnímu koši, včetně projekce všech orgánů, sedmi hrudním obratlům, sedmi párům žeber. Na prostřední kloub prstu se promítá bránice. Nejbližší článek k dlani (chodidlu) odpovídá dutině břišní, včetně všech jejích orgánů, části hrudní páteře (8. až 12. obratli), bederní páteři, kříži a kostrči. „Končetiny“ jsou umístěny po stranách prstů. Tato mapka se jmenuje homosystém „prst“ (systém hmyzu). Má být vhodný a pohodlný především pro léčbu kloubů, páteře, větších orgánů jako jsou srdce, plíce, játra atd.

#### Minisystém
V základním systému podobnosti na posledním (nehtovém) článku každého prstu je v terapii Su Jok projekce nohy nebo ruky. Tak, jak je v základním systému podobnosti na ruce nebo noze mapa orgánů celého těla, tak v minisystému je tato na posledních článcích těchto prstů. Tak vznikají miniaturní mapky těla člověka (minisystémy).

### Princip léčby
Princip léčby přes body podobnosti spočívá ve stimulaci potřebných bodů, souvisejících s léčeným onemocněním. Při problémech (onemocněních) je nutno najít příslušný patologický bod, který je bolestivý, signalizuje poruchu a ošetřit jej. Analýzou pozice a stavu bodu podobnosti se praktik Su Jok snaží diagnostikovat a léčit související problémy.
Bod má být možno nalézt tlakem diagnostickou tyčinkou nebo jiným předmětem s kulatým zakončením (v průměru asi 2 mm). Výrazně bolestivý bod (tlak na tkáň je stále stejný) pak má být bodem podobnosti porušeného orgánu (místa) a léčebným bodem.

#### Tlaková masáž bodu podobnosti (akupresura)

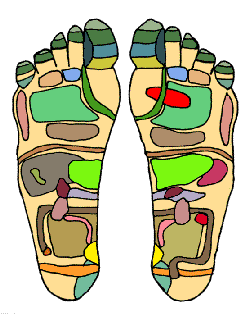
Reflexologická mapa chodidel.

Při akutních problémech se používá uvolňující masáž kruhovými pohyby asi 1-2 minuty, do odeznění nebo výrazného zmenšení bolesti. Při chronických problémech se používá stimulační masáž – intenzivní, rychlá, 5-10 sekund, víckrát denně.

Dá se masírovat konkrétní bod nebo skupina bodů v zóně podobnosti, oblast se masíruje masážním prstýnkem nebo válečkem. Pro akupresuru se dají použít umělé i přírodní pomůcky: kovové kuličky, hvězdičky, semínka různých rostlin (fazolky mungo, adzuky, „ledvinky“, pohanka, kukuřice, pepř, jádra jablek, hroznového vína), která se připevňují k bodu náplastí a občas se mačkají. Semínka kromě akupresurního účinku údajně působí i svou „biologickou“ silou – „bioenergetickým“ účinkem. Používání semínek různých barev a tvarů má pomáhat konkretizovat působení.

#### Působení magnetického pole
Na bolestivé body se přikládají speciální magnetky tvaru čočky. Při kontaktu bolestivého bodu se severním pólem magnetu probíhá podle Su Jok v poškozeném místě stimulace, aktivace, zlepšení funkce. Při kontaktu s jižním pólem se odebírá přebytek „energie“, a tím se mají zmírňovat bolesti a záněty mají odeznívat. Kombinací magnetu s akupresurními hvězdičkami údajně dochází ke zdvojenému účinku magnetického pole a akupresury.

Kromě toho se přikládají na bod speciální prstencové magnety, které podle Su Jok buď koncentrují patologický proces a vytahují jej na povrch (např. rozšířený zánět, vyrážka) nebo jej rozptylují (např. bolest v konkrétním místě).

#### Působení tepla a chladu
Teplo má stimulační účinky, proto při onemocněních, které souvisí s celkovým „nedostatkem energií“ nebo „nadbytkem chladu v těle“, má mít dobrý efekt prohřívání bodu. Patologický bod se prohřívá nějakým zdrojem tepla, nejlépe zapálenou moxou, kdy současně s teplem působí léčivě i moxovací olej z moxy. Moxa je lisovaný, sušený, různě tvarovaný pelyněk. K bodu, na který se má působit, se přiblíží zapálená moxa a bod se prohřívá. Lze použít i minimoxu v podstavci, který se přikládá na bolestivý bod. Moxa se zapaluje a kouř jde jejím kanálkem a otvorem v podstavci a údajně ovlivňuje bod. Na kůži se objeví skvrna od moxového oleje, který má mít léčebný účinek.

Chlad (led) na body podobnosti Su Jok používá při krvácení, zánětu, horečce v těle člověka.

#### Colorterapie
Podle Ju Sok se dají ovlivňovat patologické změny v těle i působením na aktivní body ruky nebo nohy pomocí barev (nabarvení fixem). Např. při zčervenání pokožky je dobré ošetřit bod podobnosti černou barvou, při otoku, svědění a tupých bolestech zelenou barvou. Při bolestech páteře, při zhoršení funkce orgánu, artrózách se používá na body podobnosti barva červená.
Kromě uvedených způsobů léčby Su Jok lékař používá mikrojehličky pro ošetření energetických bodů, provádí diagnostiku energetického systému celého těla nebo jeho částí, konkrétních orgánů a „harmonizaci energie“ v těle (např. pomocí akupunktury, magnetického pole, laseru atd.)

## Výzkum
Cochrane Collaboration neregistruje jedinou mezinárodní studii této terapie.

National Library of Medicine PubMed.gov registruje jednu studii z května 2021, která staví pouze na subjektivním pocitu účastníků studie a dvě studie v ruštině z roku 1998.